# Andreas von Rétyi
Andreas von Rétyi (sinh năm 1963 tại München) là tác giả, nhà UFO học và nhà lý thuyết âm mưu người Đức chuyên viết sách về ký sinh trùng học.

## Văn nghiệp
Rétyi mắc phải căn bệnh ung thư xương từ năm 7 tuổi và may mắn thoát chết. Bản thân ông cho rằng sự hồi phục của mình là do được điều trị bằng phương pháp trị liệu tự nhiên. Theo hồi ức của Rétyi, thuở ban đầu ông là tổng biên tập của tạp chí thiên văn học Star Observer của Áo, nhưng về sau lại tìm hiểu chuyên sâu về "các hiện tượng biên giới và dự án quân sự bí mật", chẳng hạn như Khu vực 51.
Ngoài sở thích nghiên cứu UFO và thiên văn học ra, ông còn viết về các đề tài liên quan đến hội kín trong lịch sử như Illuminati và truyền bá các thuyết âm mưu về sự kiện ngày 11 tháng 9 năm 2001. Hầu hết các tác phẩm của Rétyi đều được Kopp Verlag xuất bản, vốn nổi tiếng trong giới nghiên cứu UFO ở Đức với khuynh hướng thuyết âm mưu và giả khoa học. Ông thường xuyên viết bài cho cổng thông tin trực tuyến Kopp-Online.
Rétyi còn là tác giả của một cuốn sách viết về George Soros. Tác phẩm này mô tả Soros đang theo đuổi một kế hoạch bí mật nhằm gây bất ổn cả khu vực châu Âu bằng cách xử lý vấn đề làn sóng người tị nạn đồng thời xây dựng mạng lưới các chính phủ ngầm. Mục tiêu của Soros là lợi dụng tình trạng bất ổn hòng kiếm được lợi nhuận tài chính béo bở từ làn sóng người tị nạn. Đảng Fidesz của Viktor Orbán đã lên kế hoạch phân phát cuốn sách này cho 5.000 nghị sĩ và nhà hoạt động vào tháng 11 năm 2017. Đảng Fidesz từng lên tiếng tố cáo Soros muốn dàn xếp hàng triệu người di cư ở châu Âu nhằm xóa bỏ "bản sắc dân tộc và Cơ Đốc giáo" của các nước châu Âu. Ngoài ra, sự ủng hộ của Soros dành cho những người chỉ trích chính phủ Hungary đã khiến hình ảnh của ông trở thành cái gai trong mắt giới chức nước này.

## Ấn phẩm chọn lọc
- Unzensiert 2012. Was die Massenmedien Ihnen 2011 verschwiegen haben. Kopp, Rottenburg; Auflage: 1., Auflage (29. Dezember 2011), ISBN 3864450225.
- Handbuch der Krebsheilung. Kopp 2005, ISBN 3-938516-16-X.
- Geheimakte Gizeh-Plateau. Rätsel unter dem Sand. Kopp 2005, ISBN 3-938516-13-5.
- Streng geheim. Area 51 und die „Schwarze Welt“: Geheime Experimente, unterirdische Anlagen, verborgene Sperrzonen. Weltbild 2003, ISBN 3-8289-3425-0.
- Kerngesund nach Krebs. Ich habe niemals aufgegeben. Kösel 2001, ISBN 978-3466344451.
- Die UFO-Connection: Was verheimlichen uns Regierungen, Wissenschaft und Militärs? Econ-Taschenbuch-Verlag 1998, ISBN 3-612-26306-4.
- Das Alien-Imperium: Ufo-Geheimnisse der USA. Ullstein 1997, ISBN 3-548-35688-5.
- Wir sind nicht allein! Signale aus dem All. Ullstein 1995, ISBN 3-548-35529-3.
- Gefahr aus dem All. Die Erde im Visier. Franckh-Kosmos 1992, ISBN 3-440-06501-4.
- Jupiter und Saturn. Ergebnisse der Planetenforschung. Franckh-Kosmos 1985, ISBN 3-440-05491-8.